# Urolitiáza
Urolitiáza je stav, kdy se v orgánech vylučovací soustavy utvářejí ledvinové kameny.
Nastává při tvorbě vysoce koncentrované moči, při opakovaných zánětech ledvinových pánviček nebo močového měchýře, při nesprávném užívání některých léků, při dlouhodobém omezení tělesné aktivity, při genetických dispozicích. Může se uplatnit i několik faktorů najednou.

## Příznaky
Příznaky urolitiázy jsou ledvinová kolika, zástava moče až selhání ledvin, krev v moči, dysurie.
Příznaky ledvinové koliky jsou vyhledávání úlevové polohy, neklid, intenzivní kolikovitá bolest vyzařující do třísla, nevolnost, zvracení, pocení, bledost.

## Léčba
Konzervativní léčba: klid na lůžku, nárazová pitná kúra – diuréza 2000 ml za 24 hod. infúzní terapie se spasmolytickým a vazodilatančním účinkem, spasmolytika i.m, i.v, užívání preparátů k úpravě Ph moče, diuretika, antiuretika, dieta dle složení konkrementů.
Chirurgická léčba: punkční nefrostomie, perkutánní extrakce kamene, mimotělní rozdrcení kamenů rázovými vlnami.
Pohybový režim: klid na lůžku, klient si sám zvolí úlevovou polohu, klient se vyvaruje zbytečných pohybů a otřesů. Po ústupu bolesti je pacient pomalu aktivizován. Sleduje se bolest, nauzea, celkový stav, FF, zvracení, projevy infekce, dysurie, diuréza, drény, účinky léků.
Výživa se řídí podle složení konkrementů:
- Kameny oxalátové – nejíst kyselé ovoce, špenát, čokoládu, kakao, fazole, červenou řepu,víno. V dietě se doporučuje maso, brambory, rýže, meloun, mrkev, kapusta. Ne minerálky s obsahem vápníku.
- Kameny urátové – nejíst vnitřnosti, ryby, čokoládu, kávu. Doporučit brambory, zeleninu,ovoce, mléko, tmavé pečivo, tekutiny ovocné, šťávy, ne minerálky.
- Kameny fosfátové – omezit potravu s obsahem fosforu – kakao, žloutek, mák, sojové produkty, sýry. Ne kyselé minerálky a ovocné šťávy.
- Kameny cystinové – omezit potravu bohatou na sodík – uzeniny, sýry, maso, vejce, vnitřnosti. Doporučuje se vegetariánská strava.